# Osburn
Osburn est une ville américaine située dans le comté de Shoshone en Idaho.
Selon le recensement de 2010, Osburn compte 1 555 habitants. La municipalité s'étend alors sur 1,33 mille carré (3,44 km2), dont 1,31 mille carré (3,39 km2) de terres.

## Cartographie

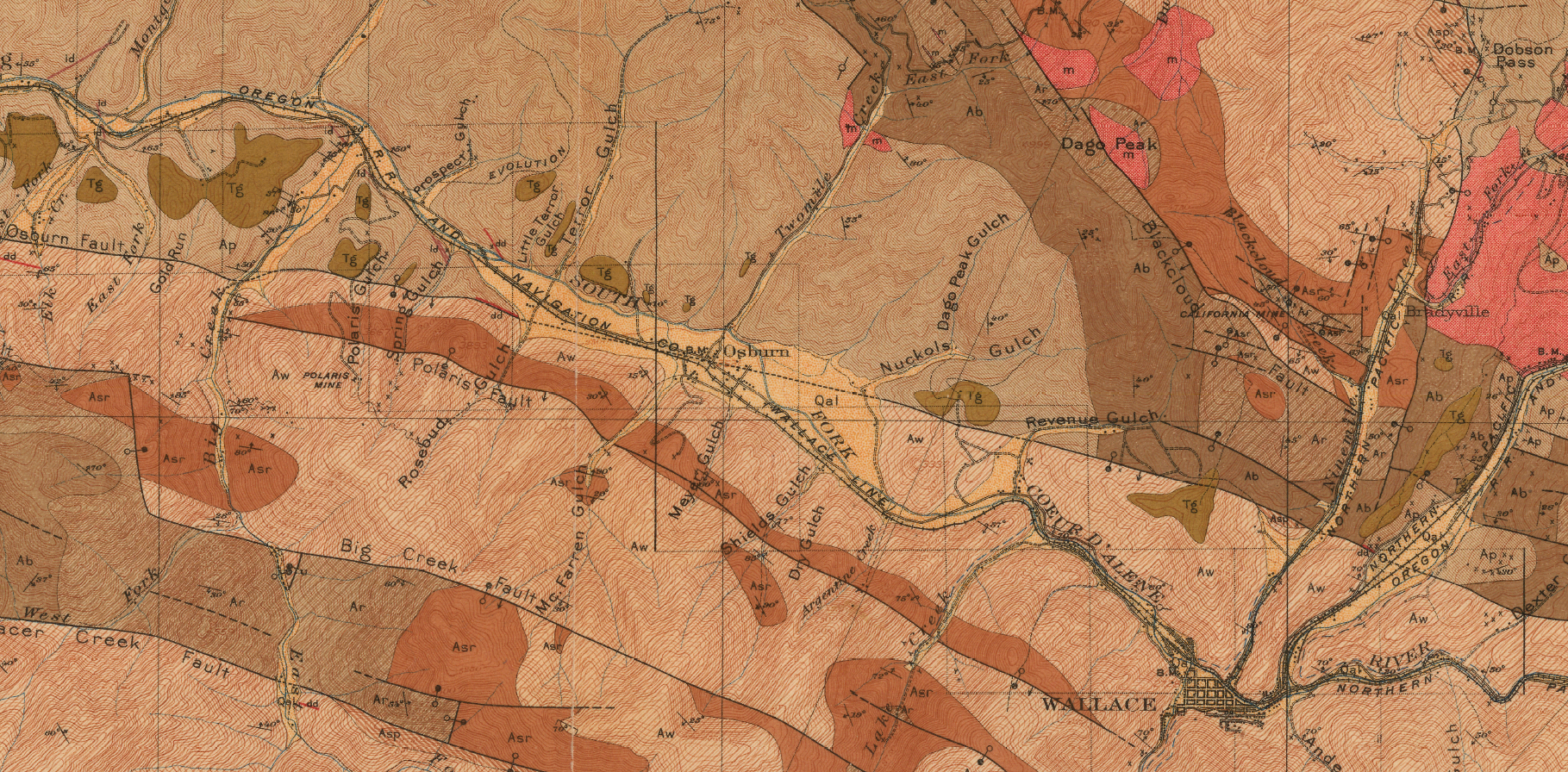
1907 Carte géologique d'Osburn, montrant la faille d'Osburn, la faille Polaris et la Mine Polaris, au nord-est de la future Mine Sunshine.